# فرح ديبا
فرح بهلوي (بالفارسية: فرح پهلوی، واسمها قبل الزواج ديبا) (بالفارسية: فرح ديبا) وُلدت في 14 أكتوبر 1938،. وهي الملكة السابقة وآخر شهبانو لإيران خلال حكم الأسرة البهلوية، وكانت الزوجة الثالثة وأرملة محمد رضا بهلوي، آخر شاه لإيران.
نشأت فرح في عائلة إيرانية ميسورة، لكن الأوضاع المالية للأسرة تدهورت بعد وفاة والدها المبكرة. التقت بالشاه في السفارة الإيرانية أثناء دراستها للهندسة المعمارية في باريس، وتزوجا في ديسمبر 1959. لم تثمر زيجات الشاه السابقة عن إنجاب وريث ذكر، وهو أمر كان حيويًا لاستمرارية الخلافة، ما جعل ولادة ولي العهد رضا في أكتوبر من العام التالي مناسبة ذات فرح عارم. عُرفت فرح بنشاطها في العمل الخيري، إذ ساهمت في دعم المجتمع المدني الإيراني عبر تأسيس جمعيات خيرية، وأسست جامعة شيراز التي تعد أول جامعة في إيران تعتمد النظام التعليمي الأمريكي، ما ساهم في زيادة عدد الطالبات. كما عملت على استعادة التراث الإيراني من المتاحف الأجنبية.
بحلول عام 1978، بدأت الاضطرابات المناهضة للنظام الإمبريالي تظهر بقوة، مدعومة بحركات شيوعية، اشتراكية، وإسلامية، مما أدى إلى تصاعد الثورة. وفي يناير 1979، اضطر الشاه وفرح إلى مغادرة البلاد خوفًا من حكم بالإعدام. لم تستقبل معظم الدول الزوجين، باستثناء مصر في عهد أنور السادات. توفي محمد رضا بهلوي في يوليو 1980 في المنفى، وسط تدهور صحته وتهديد بالإعدام حال عودته. خلال فترة المنفى، استمرت فرح في نشاطاتها الخيرية، مقسمة وقتها بين واشنطن وباريس.

## النشأة
وُلدت فرح ديبا في 14 أكتوبر 1938 في طهران لعائلة من الطبقة العليا. كانت الابنة الوحيدة للنقيب سهراب ديبا (1899–1948) وزوجته فريدة قطبي [الإنجليزية] (1920–2000). تذكر فرح في مذكراتها أن عائلة والدها تنحدر من أذربيجان الإيرانية، بينما تعود أصول عائلة والدتها إلى الجيلك من مدينة لاهيجان على ساحل بحر قزوين الإيراني..
في أواخر القرن التاسع عشر، كان جدها دبلوماسيًا شغل منصب سفير فارس لدى بلاط آل رومانوف في سانت بطرسبرغ بروسيا. أما والدها فكان ضابطًا في القوات المسلحة الإمبراطورية الإيرانية وتخرج في الأكاديمية العسكرية الفرنسية في سان سير.
كتبت فرح في مذكراتها أنها كانت ترتبط بعلاقة وثيقة مع والدها، وأن وفاته المفاجئة في عام 1948 أثرت فيها بعمق. وجدت الأسرة الصغيرة نفسها في وضع مالي صعب، واضطرت، نتيجة تراجع ظروفهم، إلى الانتقال من الفيلا العائلية الكبيرة في شمال طهران إلى شقة مشتركة مع أحد إخوة فريدة قطبي.

## التعليم والزواج
ولدت في تبريز في شمال إيران لعائلة آذرية، درست في المدرسة الفرنسية في طهران، ثم درست الهندسة المعمارية في باريس. تزوجت من الشاه محمد رضا بهلوي في 21 ديسمبر 1959 بعدما شاهدها لأول مرة في حفل أقامته السفارة الإيرانية بباريس. ولها منه أربع أبناء:
- ولي العهد رضا بهلوي الثاني (مولود 31 أكتوبر 1960)
- الأميرة فرحناز بهلوي (مولود 12 مارس 1963)
- الأمير علي رضا بهلوي (مولود 28 أبريل 1966 - 4 يناير 2011 مات منتحرا)
- الأميرة ليلى بهلوي (27 مارس 1970 - 10 يونيو 2001 ماتت منتحرة)

## المنفى
بعد قيام الثورة الإيرانية التي أطاحت بزوجها الشاه. تعرضت الأسرة الإمبراطورية للنفي، حيث غادرت الأسرة في يوم 16 يناير 1979 لتبدأ هي وزوجها رحلة الـمنفى القاسية، حيث إنتقلت العائلة إلى مصر التي كانت من أولى الدول التي رحبت باستقبالها وزوجها ثم إلى المغرب ثم بنما ثمّ انتقلت الأسرة إلى الولايات المتحدة ثم مصر مرة أخرى حيث استقر بها الحال لفترة مؤقتة مع الشاه، حتى وفاة الشاه في 27 يوليو 1980 والذي دُفن بالقاهرة بمسجد الرفاعي.
وبعد اغتيال السادات في 6 أكتوبر 1981م غادرت من القاهرة إلى الولايات المتحدة واشترت منزلاً في ولاية كونيتيكت الأمريكية وعاشت هناك وابنتها ليلى لفترة لتكون بالقرب من ابنها رضا المناهض لحكومة الثورة الإيرانية، ثم باتت تتنقل بين أمريكا وباريس.
وفي عام 2001 حلَّ عليها فصل جديد من فصول المآسي التي مرت بها وهي انتحار ابنتها ليلى بهلوي التي كانت تعاني من مرض تغذية يسمى «الإنوركسيا نرفوزا» وهو مرض نفسي يأتي في سن المراهقة بسبب رفض التغذية من أجل الحفاظ على الوزن. وتم العثور على جثتها في فندق ليوناردو بالعاصمة البريطانية لندن، وجاء تقرير الطب الشرعي يؤكد وفاتها بجرعة مخدرة مع أخرى مهدئة تناولتهما معاً.
تقوم الشهبانوا فرح ديبا بزيارة قبر زوجها باستمرار برفقة جيهان السادات زوجة الرئيس الراحل محمد أنور السادات.

## معرض الصور

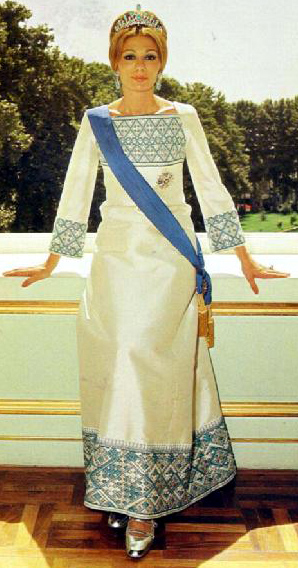
الشهبانو فرح ديبا
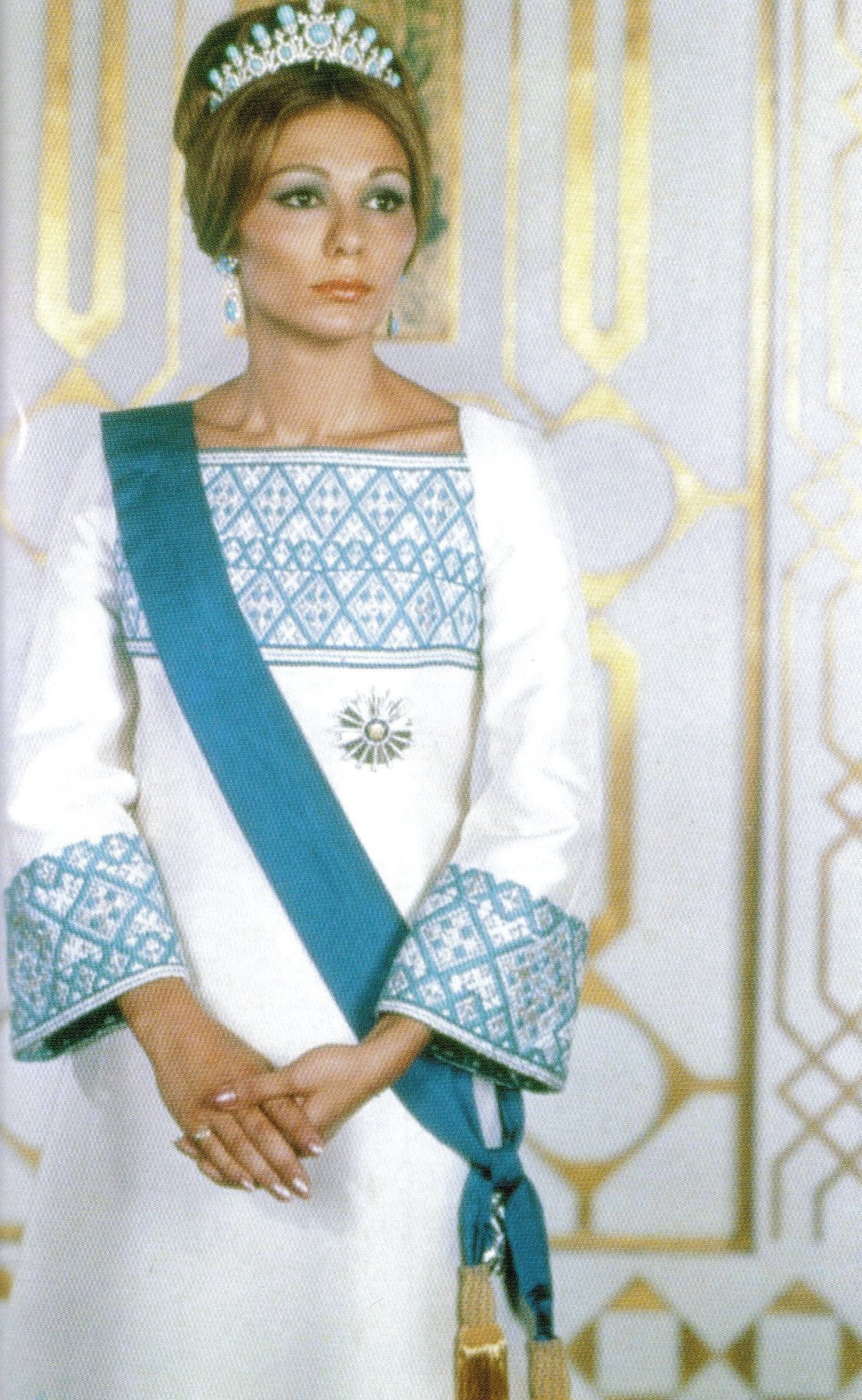
فرح ديبا
شعار الشهبانو
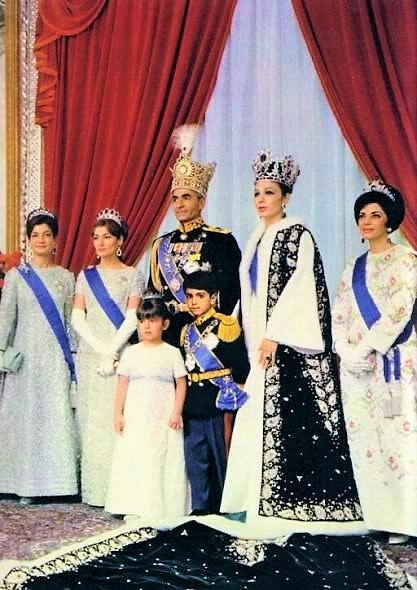
فرح ديبا يوم تتويجها إمبراطورة إيران 1967
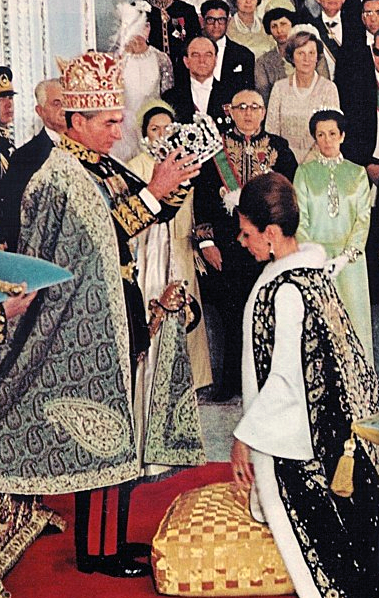
فرح ديبا أثناء تتويجها إمبراطورة إيران 1967
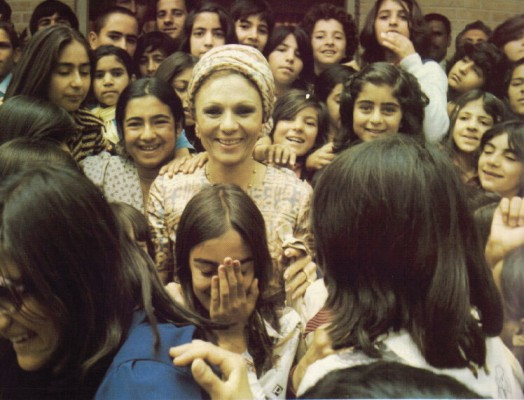
مع روزالين سميث كارتر 1977
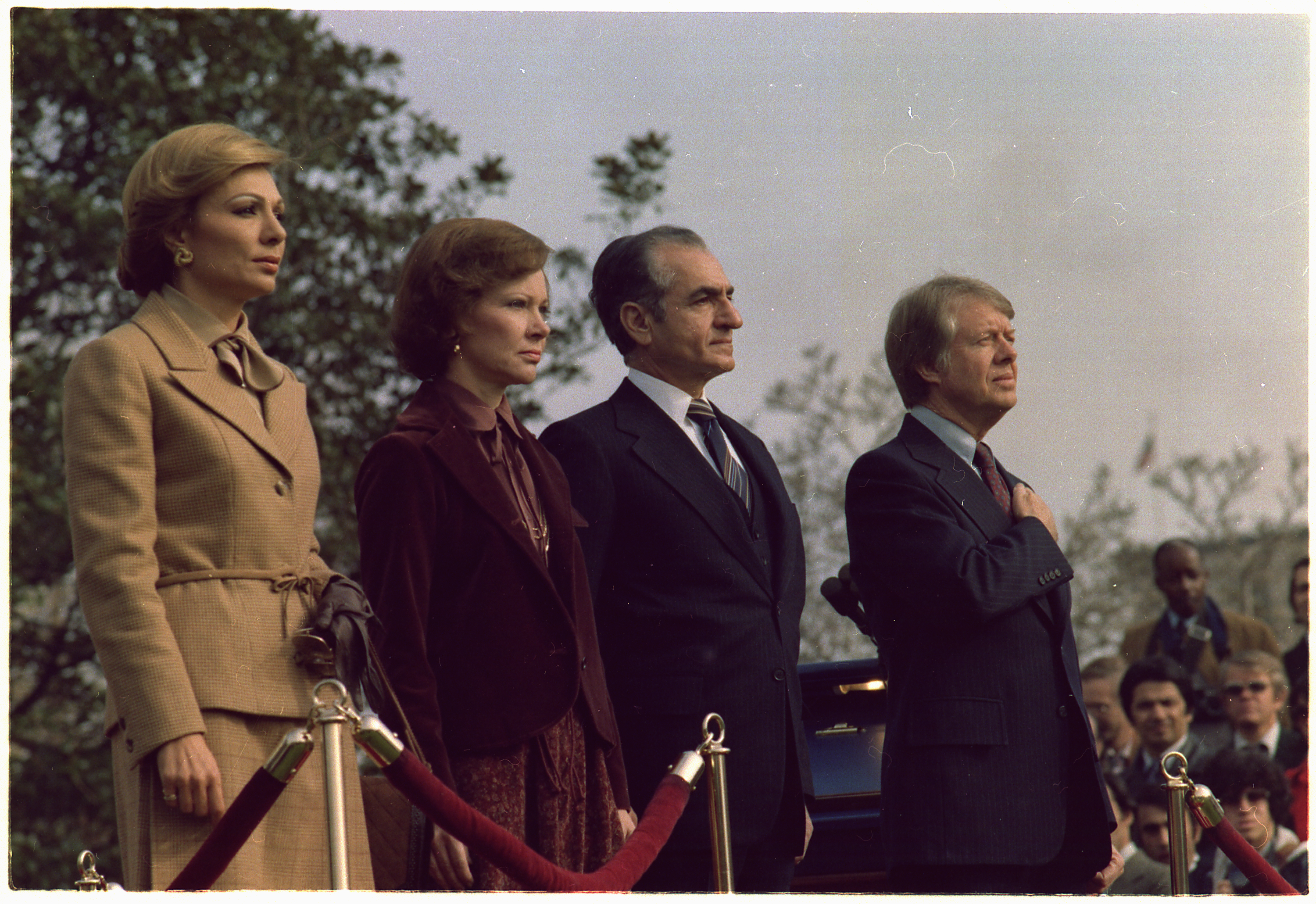
مع الرئيس الأمريكي جيمي كارتر وزوجته روزالين سميث كارتر 1977
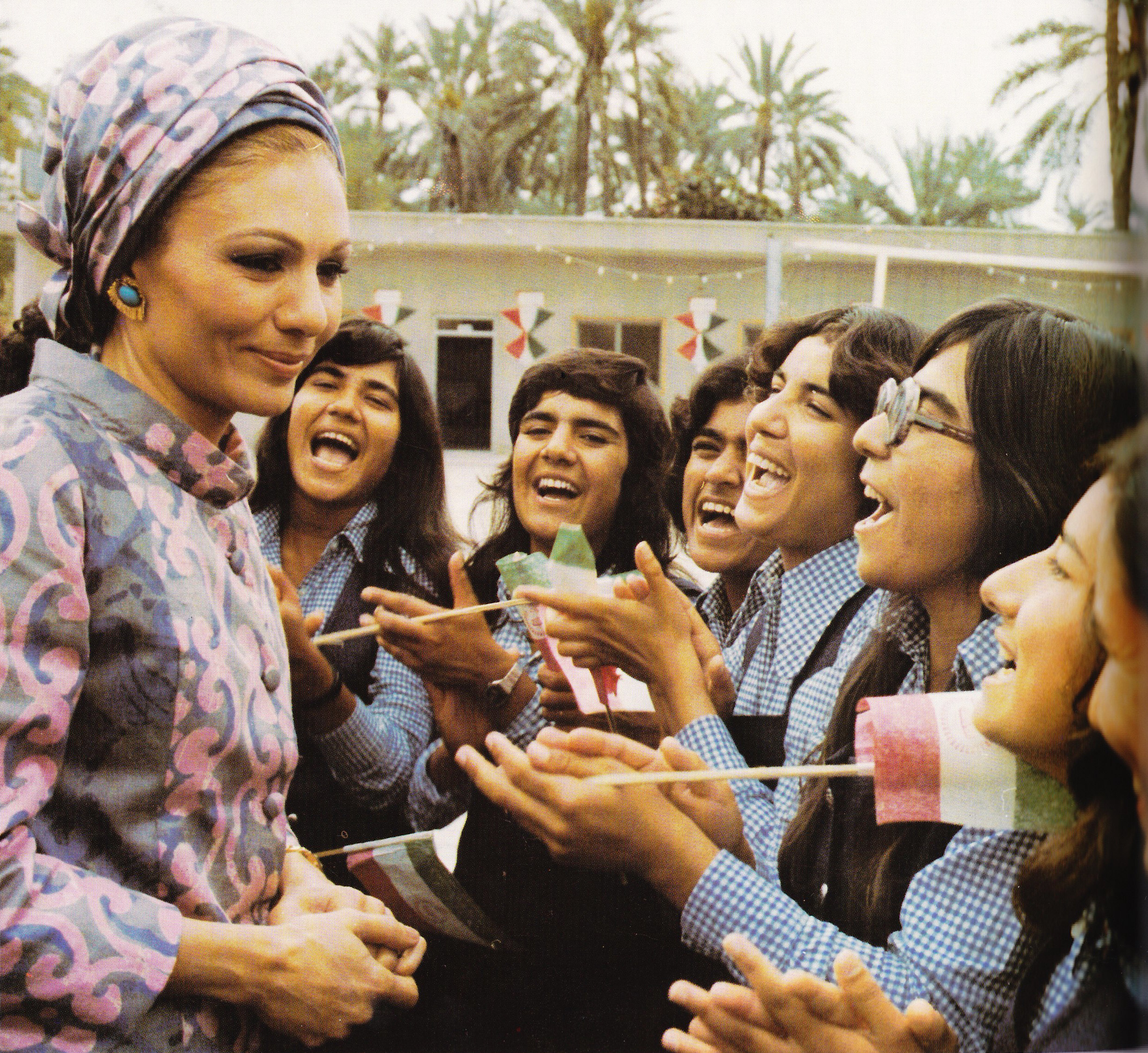
فرح ديبا في زيارتها للطالبات الإيرانيات
توقيع فرح ديبا
محتجون يمزقون صورة فرح ديبا خلال الثورة 1979.

## حواشٍ
1. ↑  من الألقاب الملكيَّة الفارسيَّة ومعناه «زوجة الشاه» أي «زوجة الملك».
2. ↑  وتحديدًا في عهد الدولة البهلوية.

## وصلات خارجية
- فرح ديبا على موقع IMDb (الإنجليزية)
- فرح ديبا على موقع مونزينجر (الألمانية)
- فرح ديبا على موقع ألو سيني (الفرنسية)
- فرح ديبا على موقع ميوزك برينز (الإنجليزية)
- فرح ديبا على موقع ديسكوغز (الإنجليزية)
- فرح ديبا على موقع كينوبويسك (الروسية)
- فرح ديبا بالقاهرة، المصري اليوم في 29 مارس 2010